# Wout Brama
Wout Brama (* 21. August 1986 in Almelo) ist ein ehemaliger niederländischer Fußballspieler.

## Karriere

### Verein
Der Mittelfeldspieler spielte seit Juli 2005 bei Twente Enschede in der Eredivisie. Zuvor spielte er bereits sechs Jahre in der Nachwuchsabteilung des Vereins. Gleich in seinem ersten Profijahr kam Brama auf 29 Einsätze und konnte sich somit in die Stammelf des FC Twente spielen. Als Fred Rutten Trainer wurde, bevorzugte dieser Karim El Ahmadi auf Bramas Position und dieser fand zu vermehrt auf der Wechselbank wieder. Trotzdem verlängerte er seinen Vertrag bis 2010. Nachdem Rutten und El Ahmadi den Verein im Sommer 2008 verlassen hatte und Steve McClaren dessen Amt übernommen hatte, spielte Brama wieder eine größere Rolle im Twenter System. Am 9. Februar 2009 verlängerte er erneut um zwei Jahre. Nachdem das Team bereits 2007 vierter und 2008 Vizemeister wurde, konnte Brama 2009 mit der Mannschaft in das Finale um den KNVB-Pokal einziehen. Dort zog man gegen den SC Heerenveen den kürzeren und verlor das Spiel nach Elfmeterschießen.
Im Juli 2017 wechselte er, ebenso wie kurz zuvor sein Landsmann Tom Hiariej, zum australischen Erstligisten Central Coast Mariners. Im Jahr darauf kehrte er zu Twente Enschede zurück und erreichte den Wiederaufstieg des Vereins in die Eredivisie gleich im ersten Jahr.

### Nationalmannschaft
Brama spielte seit 2006 insgesamt zehn Spiele für niederländische U-21-Fußballnationalmannschaft. 2008 kam er zu seinem ersten Einsatz im B-Nationalteam der Niederlande.
Im November 2009 berief ihn Bondscoach Bert van Marwijk erstmals in den Kader der A-Nationalmannschaft. Sein Debüt gab er am 18. November 2009 in Heerenveen gegen Paraguay, als er in der 71. Minute für Mark van Bommel eingewechselt wurde.

## Erfolge
- Niederländischer Meister mit Twente Enschede: 2010
- niederländischer Vizemeister: 2011
- niederländischer Superpokalsieger: Johan-Cruyff-Schaal 2010
- Niederländischer Pokalsieger mit dem FC Twente: 2011